# Kim Yoo-jung (actriz)
Kim Yoo-jung (en hangul, 김유정; nacida en Seúl, 22 de septiembre de 1999) es una actriz surcoreana. Desde su debut en 2003 se convirtió en una de las más conocidas actrices infantiles en Corea y desde entonces interpretó a la protagonista adolescente en series como Moon Embracing the Sun (2012), May Queen (2012),  Angry Mom (2015) y Love in the Moonlight.

## Carrera
Es miembro de la agencia Awesome Entertainment (어썸이엔티). Previamente formó parte de la agencia SidusHQ.
En el pasado fue considerada como la hermana pequeña de Corea del Sur. En 2017, se ubicó en 8° lugar en la lista Forbes de poderosas celebridades en Corea del sur, siendo la más joven en ser incluida en el Top 10 a los 17 años.

### 2003–2011: Inicios como actriz infantil
Debutó a los cuatro años. Para cuando cursaba el 5° grado Kim ya había participado en 13 series y 15 películas.
En el año 2008, recibió su primer premio de actuación como "Mejor actriz infantil" por la serie Iljimae.

### 2012–2014: Creciente popularidad
Alcanzó popularidad en el año 2012 al protagonizar el drama Moon Embracing the Sun. El drama sobrepasó el 40% en ratings y obtuvo el estatus de  "drama nacional". Ella siguió siendo bien evaluada en series como May Queen (2012) y en la película de 2013 Commitment con un personaje de reparto, e igualmente por Golden Rainbow (2013).
En el año 2014, interpretó a una adolescente abusiva en Thread of Lies que fue aclamada por la crítica. También fue protagonista en el drama Secret Door. y presentadora en Inkigayo en noviembre de 2014 dejando el programa en abril de 2016.

### 2015–presente: Transición a protagonista
En el año 2015 protagonizó la serie Angry Mom, la cual trataba el tema de violencia escolar. Durante el mismo año participó en Love Cells, una serie web de dos temporadas adaptada del webtoon del mismo nombre e interpretando a la hija de un asesino en la película Circle of Atonement.
Fue presentadora del programa de música Inkigayo desde noviembre de 2014 hasta abril de 2016 .
En agosto del año 2016, Kim protagonizó por primera vez como adulta junto a Park Bo-gum, en el drama Luz de luna pintada por las nubes. Un éxito nacional e internacional, Luz de luna pintada por las nubes alcanzó picos de audiencia de 23.3% y su popularidad fue referida como el "Sindrome de luz de luna ".
En el año 2017,protagonizó junto a Cha Tae-hyun la comedia romántica Because I Love You. Kim también tuvo su primer encuentro de fanáticos en su tour a Taipéi, con Taiwán como primera parada en el ATT Show Box el 4 de febrero de 2017.
En el año 2018 se unió al elenco principal de la serie Clean with Passion for Now, donde dio vida a Gil Oh Sol, una empleada de una empresa de limpieza, conoce a Jang Sun Gyeol, el jefe de la empresa. Ninguno de los dos se pone de acuerdo cuando se trata de limpieza. Con la ayuda de Oh Sol, Sun Gyeol se enfrenta a su misofobia y encuentra el amor.
A finales de enero del año 2020 se anunció que se había unido al elenco principal de la serie Convenience Store Saet Byul, donde dio vida a la dura pero peculiar Jung Saet-byul, una trabajadora de medio tiempo.
El 2 de julio de 2021 apareció en la película de misterio The Eighth Night, donde interpretó a Ae-ran, una joven psíquica.
En enero de 2023 se unió al elenco de la serie Mi adorable demonio o My Demon, la comedia romántica donde interpreta a Do Do Hee, una heredera chaebol de Mirae Group que solo vive para su trabajo y está rodeada de enemigos hasta que conoce a Jeong Gu Won, un demonio arrogante con quién debe contraer matrimonio para protegerse, sin pensar que terminaría enamorándose de él. La serie inicio su rodaje en el mes de abril y se estrenó el 24 de noviembre de 2023.

## Vida personal
Es buena amiga de la actriz Moon Ga-young.
En febrero de 2018 la agencia de Kim anunció que tras detectarse una disfunción a la tiroides la actriz se debería someter a tratamiento e interrumpir por este motivo su participación en la serie Clean with Passion for Now.

## Filmografía

### Series de televisión
| Año     | Título                       | Personaje                  | Canal   | Notas                         | Ref.          |
| ------- | ---------------------------- | -------------------------- | ------- | ----------------------------- | ------------- |
| 2004    | Freezing Point               | Choi Eun-yi                | MBC     |                               | [ 37 ]        |
| 2006    | Thank You Life               | Yoo Hyun-ji                | KBS2    |                               |               |
| 2006    | A Teddy Bear's Smile         | Moon Ah-young              | MBC     | MBC Best Theater              | [ 38 ]        |
| 2006    | My Beloved Sister            | Pink / Choi Ga-eul         | MBC     |                               |               |
| 2007    | Belle                        | Jung Da-jung               | KBS1    |                               |               |
| 2007    | Evasive Inquiry Agency       | Yoo Eun-jae                | KBS2    |                               |               |
| 2007    | New Heart                    | Yoon-ah                    | MBC     |                               | [ 39 ]        |
| 2008    | Iljimae                      | Byun Eun-chae              | SBS     |                               | [ 40 ]        |
| 2008    | Formidable Rivals            | Yoo Kkot-nim               | KBS2    |                               | [ 41 ]        |
| 2008    | Painter of the Wind          | Shin Yun-bok de joven      | SBS     |                               | [ 42 ]        |
| 2009    | Cain and Abel                | Kim Seo-yeon               | SBS     |                               | [ 43 ]        |
| 2009    | Queen Seondeok               | Princesa Cheonmyeong       | MBC     |                               |               |
| 2009    | Tamra, the Island            | Jang Beo-seol              | MBC     |                               | [ 44 ]        |
| 2009    | Temptation of an Angel       | Joo Ah-ran                 | SBS     |                               |               |
| 2010    | Dong Yi                      | Dong Yi de niña            | MBC     |                               | [ 45 ] [ 46 ] |
| 2010    | Road No. 1                   | Kim Soo-yeon               | MBC     |                               | [ 47 ]        |
| 2010    | Grudge: The Revolt of Gumiho | Yeon-yi                    | KBS2    |                               | [ 48 ]        |
| 2010    | Flames of Desire             | Yoon Na-young/Baek Soo-bin | MBC     |                               | [ 49 ]        |
| 2010    | Pure Pumpkin Flower          | Park Soon-jung             | SBS     |                               | [ 50 ]        |
| 2011    | Mom, I'm Sorry               | Ga-young                   | EBS     |                               |               |
| 2011    | Gyebaek                      | Ga-hee                     | MBC     |                               | [ 51 ]        |
| 2012    | Moon Embracing the Sun       | Huh Yeon-woo               | MBC     |                               | [ 52 ] [ 53 ] |
| 2012    | May Queen                    | Cheon Hae-joo              | MBC     |                               | [ 54 ]        |
| 2013    | Golden Rainbow               | Kim Baek-won               | MBC     |                               | [ 55 ]        |
| 2014    | The Dirge Singer             | Yeon Shim                  | KBS2    | Drama Special, un ep.         | [ 56 ]        |
| 2014    | Secret Door                  | Seo Ji-dam                 | SBS     |                               | [ 57 ]        |
| 2015    | Angry Mom                    | Oh A-ran                   | MBC     |                               | [ 58 ]        |
| 2016    | Love in the Moonlight        | Hong Ra-on/Hong Sam-nom    | KBS2    |                               | [ 59 ]        |
| 2018-19 | Clean with Passion for Now   | Kil Oh-sol                 | JTBC    |                               | [ 60 ]        |
| 2020    | La novata de la calle        | Jung Saet-byul             | SBS     |                               | [ 61 ] [ 62 ] |
| 2021    | Lovers of the Red Sky        | Hong Cheon-gi              | SBS     |                               | [ 63 ]        |
| 2021    | One Ordinary Day             | Mujer en la cárcel         | ViuTV   |                               | [ 64 ]        |
| 2023-24 | Mi adorable demonio          | Do Do-hee                  | SBS     |                               | [ 65 ] [ 66 ] |
| 2024    | Nugget de pollo              | Choi Min-ah                | Netflix | Serie web, aparición especial | [ 67 ] [ 68 ] |

### Películas
| Año  | Título                      | Personaje             | Notas                  | Ref.          |
| ---- | --------------------------- | --------------------- | ---------------------- | ------------- |
| 2004 | DMZ                         | Lee Soo-hyun          |                        |               |
| 2005 | Sympathy for Lady Vengeance | Yoo Jae-kyung         |                        |               |
| 2005 | All for Love                | Kim Jin-ah            |                        | [ 69 ]        |
| 2006 | Forbidden Floor             | Yeo Joo-hee           |                        | [ 70 ] [ 71 ] |
| 2006 | Lump Sugar                  | Kim Shi-eun           |                        | [ 72 ]        |
| 2007 | Hwang Jin Yi                | Hwang Jini            |                        | [ 72 ]        |
| 2007 | Bank Attack                 | Yeon-hee              |                        | [ 73 ]        |
| 2007 | Rainbow Eyes                | Lee Yoon-seo de joven |                        |               |
| 2008 | The Chaser                  | Yoo Eun-ji            |                        | [ 39 ]        |
| 2008 | Unforgettable               | Jang Young-mi         |                        | [ 74 ]        |
| 2009 | Tidal Wave                  | Kim Ji-min            |                        | [ 75 ]        |
| 2009 | Living Death                | Ji-eun                |                        |               |
| 2009 | Paradise                    | Im Hwa-ran            |                        |               |
| 2012 | The Nutcracker in 3D        | Mary                  | Voz, doblaje coreano   | [ 76 ]        |
| 2013 | Commitment                  | Ri Hye-in             |                        | [ 77 ]        |
| 2014 | Thread of Lies              | Hwa-yeon              |                        | [ 53 ] [ 78 ] |
| 2014 | Room 731                    | Wei                   | Cortometraje           | [ 79 ]        |
| 2015 | Circle of Atonement         | Lee Jung-hyun         |                        | [ 80 ]        |
| 2017 | Because I Love You          | Scully                |                        | [ 81 ]        |
| 2018 | Golden Slumber              | Soo-ah                | Participación especial | [ 82 ]        |
| 2021 | The Eighth Night            | Ae-ran                |                        | [ 83 ]        |
| 2022 | Una chica del siglo XX      | Na Bo-ra              |                        | [ 84 ] [ 85 ] |
| 2023 | My Heart Puppy              | Ah-min                | Participación especial | [ 86 ]        |

### Programas de variedades
| Año  | Programa                      | Cadena | Notas |
| ---- | ----------------------------- | ------ | ----- |
| 2013 | I'm Real Kim Yoo-jung in L.A. | QTV    |       |

### Presentadora
| Año  | Título                    | Función                                | Ref.   |
| ---- | ------------------------- | -------------------------------------- | ------ |
| 2020 | 56th Baeksang Arts Awards | presentadora de categoría              | [ 87 ] |
| 2021 | 2021 SBS Drama Awards     | copresentadora - junto a Shin Dong-yup | [ 88 ] |

### Teatro
| Año  | Programa            | Hangul                    | Papel              | Notas | Ref.   |
| ---- | ------------------- | ------------------------- | ------------------ | --- | ------ |
| 2017 | The Crucible        | 시련                      | Joven / Ann Putnam | |        |
| 2023 | Shakespeare in Love | 셰익스피어 인 러브 - 서울 | Viola de Lesseps   | 28/I-26/III, Seoul Arts Center CJ Towol Theater. Junto a Jung Moon-sung, Jung So-min, Chae Soo-bin y Lee Sang-i | [ 89 ] |

### Narradora
| Año  | Programa                    | Cadena | Notas      |
| ---- | --------------------------- | ------ | ---------- |
| 2016 | A Young Girl Wearing a Veil | MBC    | documental |

### Videos musicales
| Año  | Canción         | Hangul      | Artista         | Ref.   |
| ---- | --------------- | ----------- | --------------- | ------ |
| 2004 | White Christmas |             | Varios Artistas |        |
| 2011 | VVIP            |             | Seungri         | [ 90 ] |
| 2012 | Return          | 되돌리다    | Lee Seung-gi    | [ 91 ] |
| 2012 | Going to You    | 너에게 간다 | Take Hyun       | [ 92 ] |
| 2013 | Gone            | 너만 없다   | JIN             | [ 93 ] |
| 2013 | Srrr            |             | SunBee          | [ 94 ] |
| 2015 | 7E77 ME B43Y    | 말을 해줘   | Lim Seulong     | [ 95 ] |
| 2019 | Begin Again     | 말을 해줘   | Kim Jae-hwan    | [ 96 ] |

## Premios y nominaciones
| Año  | Premio                               | Categoría                                                          | Nominación                        | Resultado | Ref.            |
| ---- | ------------------------------------ | ------------------------------------------------------------------ | --------------------------------- | --------- | --------------- |
| 2006 | 43 Grand Bell Awards                 | Mejor actriz nueva                                                 | All for Love                      | Nominada  |                 |
| 2008 | 16 SBS Drama Awards                  | Mejor actriz joven                                                 | Iljimae, Painter of the Wind      | Ganadora  |                 |
| 2010 | 29 MBC Drama Awards                  | Mejor actriz joven                                                 | Dong Yi, Flames of Desire         | Ganadora  |                 |
| 2010 | 24 KBS Drama Awards                  | Mejor actriz joven                                                 | Grudge: The Revolt of Gumiho      | Ganadora  |                 |
| 2012 | 48 Baeksang Arts Awards              | Mejor nueva actriz (TV)                                            | Moon Embracing the Sun            | Nominada  |                 |
| 2012 | 6th Mnet 20's Choice Awards          | 20's Upcoming 20's                                                 | Moon Embracing the Sun            | Nominada  |                 |
| 2012 | 4th Pierson Movie Festival           | Mejor actriz infantil                                              | Moon Embracing the Sun            | Ganadora  |                 |
| 2012 | 5 Korea Drama Awards                 | Mejor actriz joven                                                 | Moon Embracing the Sun            | Nominada  |                 |
| 2012 | 1 K-Drama Star Awards                | Mejor actriz joven                                                 | Moon Embracing the Sun            | Ganadora  |                 |
| 2012 | 31 MBC Drama Awards                  | Mejor actriz joven                                                 | Moon Embracing the Sun, May Queen | Ganadora  |                 |
| 2012 | 31 MBC Drama Awards                  | Premio de Popularidad                                              | Moon Embracing the Sun            | Nominada  |                 |
| 2012 | 31 MBC Drama Awards                  | Mejor pareja (con Yeo Jin-goo)                                     | Moon Embracing the Sun            | Nominada  |                 |
| 2012 | 5th Herald Donga tv lifestyle Awards | debutante icono de estilo                                          | —                                 | Ganadora  |                 |
| 2014 | 22 SBS Drama Awards                  | New Star Award                                                     | Secret Door                       | Ganadora  |                 |
| 2014 | 6th Pierson Movie Festival           | Mejor actriz                                                       | —                                 | Ganadora  |                 |
| 2014 | 28 KBS Drama Awards                  | Popular Actriz en un One-Act/ Drama espexial                       | Drama especial: The Crying Women  | Nominada  |                 |
| 2014 | 35 Blue Dragon Film Awards           | Mejor actriz revelación                                            | Thread of Lies                    | Nominada  |                 |
| 2015 | 34 MBC Drama Awards                  | premio estrella Top 10                                             | Angry Mom                         | Ganadora  |                 |
| 2016 | 8 Style Icon Asia                    | Premio adolescente increíble                                       | —                                 | Ganadora  |                 |
| 2016 | 28th Korean PD Awards                | Premio al presentador Inkigayo                                     | Inkigayo                          | Ganadora  |                 |
| 2016 | 5 APAN Star Awards                   | Mejor actriz revelación                                            | Love in the Moonlight             | Ganadora  | [ 97 ]          |
| 2016 | Asia Artist Awards                   | Artista más popular                                                | Love in the Moonlight             | Nominada  | [ 98 ]          |
| 2016 | Asia Artist Awards                   | Premio al mejor icono, Drama                                       | Love in the Moonlight             | Ganadora  | [ 99 ]          |
| 2016 | Yahoo! Asia Buzz Awards              | Gran estrella Buzz : Femenina                                      | —                                 | Ganadora  | [ 100 ]         |
| 2016 | 2nd Fashionista Awards               | Mejor Fashionista – Categoría belleza                              | —                                 | Nominada  | [ 101 ]         |
| 2016 | 30 KBS Drama Awards                  | Premio a la alta excelencia, Actriz                                | Love in the Moonlight             | Nominada  | [ 102 ]         |
| 2016 | 30 KBS Drama Awards                  | Ptemio a la Excelencia, Actriz de Drama                            | Love in the Moonlight             | Ganadora  | [ 102 ]         |
| 2016 | 30 KBS Drama Awards                  | Premio de las redes, Actriz                                        | Love in the Moonlight             | Nominada  | [ 102 ]         |
| 2016 | 30 KBS Drama Awards                  | Mejor pareja (con Park Bo-gum)                                     | Love in the Moonlight             | Ganadora  | [ 102 ]         |
| 2017 | 53 Baeksang Arts Awards              | Actriz más Popular, Televisión                                     | Love in the Moonlight             | Ganadora  | [ 103 ]         |
| 2017 | 3rd Fashionista Awards               | Mejor Fashionista – Categoría alfombra roja                        | —                                 | Nominada  | [ 104 ]         |
| 2020 | 28th SBS Drama Awards                | Premio a la excelencia, actriz en miniserie de fantasía/romance    | La novata de la calle             | Ganadora  | [ 105 ] [ 106 ] |
| 2020 | 7th APAN Star Awards                 | Premio a la excelencia, actriz en miniserie                        | La novata de la calle             | Nominada  |                 |
| 2021 | 2021 SBS Drama Awards                | Premio a la gran excelencia, actriz en miniserie de drama/fantasía | Lovers of the Red Sky             | Ganadora  | [ 107 ]         |
| 2021 | 2021 SBS Drama Awards                | Mejor pareja (junto a Ahn Hyo-seop)                                | Lovers of the Red Sky             | Ganadores |                 |